# Лобжанидзе, Бахва Фёдорович
Бахва Федорович Лобжанидзе — советский хозяйственный, государственный и политический деятель.

## Биография
Родился в 1930 году в Лагодехи. Член КПСС.
Окончил Тбилисский институт инженеров железнодорожного транспорта по специальности «Строительство туннелей и мостов».
До 1973 — инженерный и руководящий работник в железнодорожном и промышленном строительстве в Грузинской ССР.
В 1973—1979 — председатель Тбилисского горисполкома.
В 1979—1988 — председатель Государственного комитета Грузинской ССР по газификации.
Депутат Верховного Совета Грузинской ССР 9-го созыва. Делегат XXV съезда КПСС.
Жил в Тбилиси.

## Награды
- Орден Трудового Красного Знамени (1976)
- Орден Знак Почёта (15.04.1981)